# Bernhard Leidinger

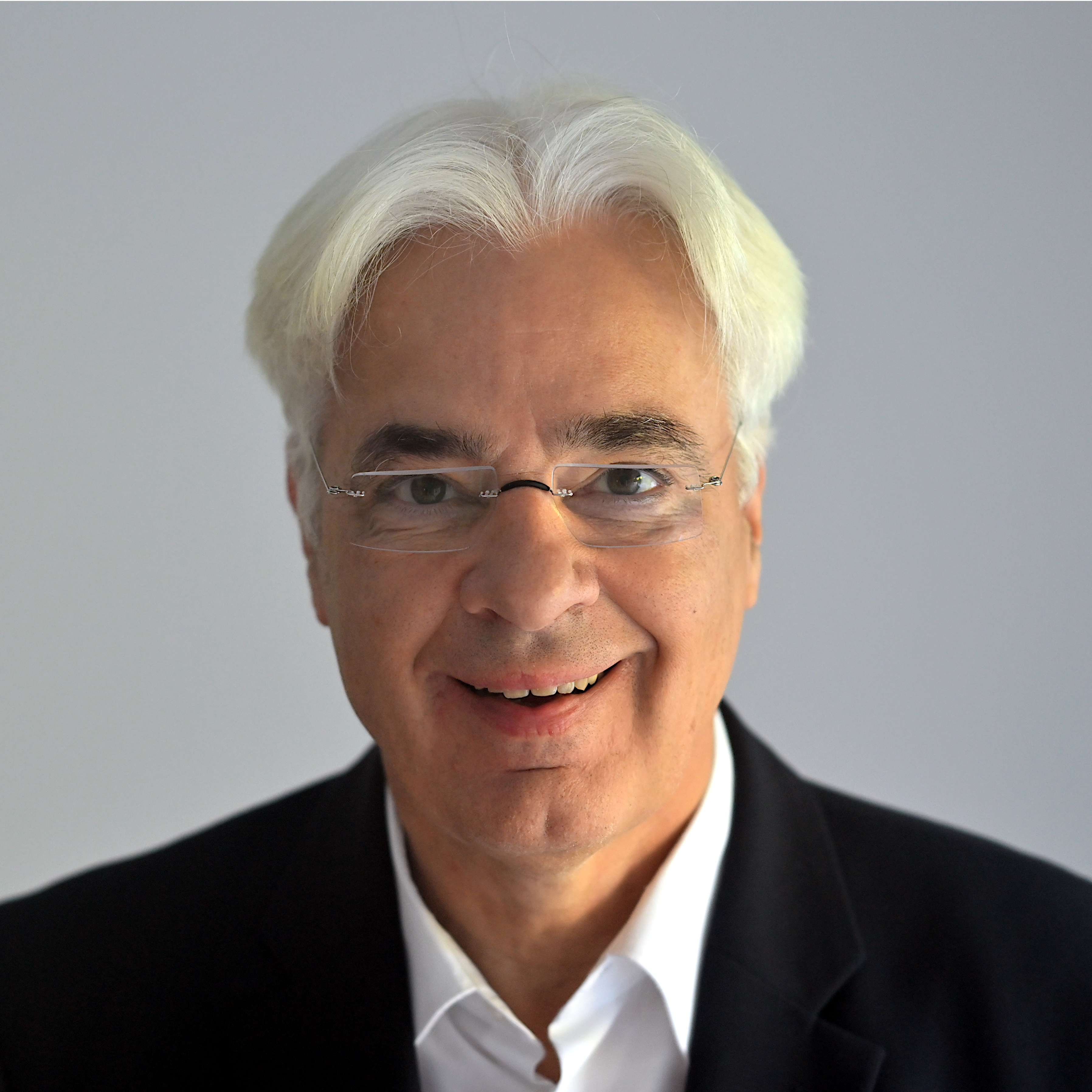
Bernhard Leidinger (2022)

Bernhard Josef Georg Leidinger (* 21. September 1955 in Düsseldorf) ist ein deutscher Unternehmensberater und technischer Experte für Energie und Technologie.

## Biografie
Leidinger ist der Sohn des Verwaltungsjuristen Adalbert Leidinger. Er studierte nach Abitur und Wehrdienst von 1975 bis 1980 Ingenieurwissenschaften in der Fakultät für Maschinenwesen an der RWTH Aachen mit dem Schwerpunkt Energie- und Reaktortechnik. 1985 wurde er an der Universität Karlsruhe als externer Kandidat mit einer Arbeit über die Naturzugkühlung in einem oberirdischen Zwischenlager für abgebrannte Brennelemente aus Kernkraftwerken promoviert.
1980 nahm Leidinger seine berufliche Laufbahn durch eine Tätigkeit in der Abteilung Thermohydraulik der Kraftwerk Union AG, einer damaligen Tochtergesellschaft von Siemens, auf, die sich mit der wärmetechnischen Auslegung des Reaktorkerns und den Einrichtungen für die Kühlung von Brennelementen bei der nassen und trockenen Zwischenlagerung auf dem Entsorgungspfad befasste. Er legte Brennelement-Kompaktlager aus und war unter anderem an der Auslegung des Castor-Transportbehälters sowie der Wiederaufbereitungsanlage WA 350, die für Wackersdorf geplant war, beteiligt.
1983 wechselte er zur RWE AG, wo er als Projektleiter die Verantwortung für ein Projekt zur Erlangung der Genehmigungsfähigkeit der Ableitung nass gereinigter Rauchgase aus Kraftwerken über Naturzug-Nasskühltürme übernahm. In diesem Zusammenhang plante und leitete Leidinger gemeinsam mit Günter Ernst ein Projekt zur messtechnischen Erfassung der Abluftparameter innerhalb des Kühlturms sowie des Schwadens bei seiner Ausbreitung in der Atmosphäre. Beteiligt waren mehrere universitären Institute – u. a. für Meteorologie (Heinz Fortak) und Medizin (Hans-Peter Werner, Mainz) – sowie die TÜVs Rheinland, Essen und Saarland.
Gemeinsam mit dem Projektteam entwickelte er aus den messtechnischen Ergebnissen eine numerische Nachweismethode, die in Ergänzung der Rechenmethode nach TA-Luft für die Ableitung von Rauchgasen über Schornsteine die Anwendung der Rauchgasableitung über Kühltürme zunächst für 14 Braunkohlenkraftwerksblöcke in Neurath, Niederaußem und Weisweiler sowie im Nachgang für alle weiteren Braun- und Steinkohlenkraftwerkprojekte, insbesondere Staudinger V, Rostock, Jänschwalde, Schwarze Pumpe und Lippendorf ermöglichte. Nach der kalten Rauchgaswäsche ist keine Energie für die Wiederaufheizung der Reingase erforderlich, wodurch sich der Wirkungsgrad des Kraftwerks erhöht.
1986 wechselte Leidinger zur Erno GmbH (Entwicklungsring-Nord der MBB GmbH – später zum EADS-Konzern zugehörig), wo er als Abteilungsleiter für Strömungs- und Wärmetechnik sich mit dem thermodynamischen Design von Satelliten befasst, die Lebenserhaltungssysteme des Weltraumlabors SPACELAB für verschiedene deutsche Missionen anpasste sowie an der wärmetechnischen Auslegung der Oberstufe von ARIANE 5 beteiligt war. Schwerpunkt war jedoch die Entwicklung von Verdampfungswärmeübertragern mit denen beim Wiedereintritt bemannter Raumfahrzeuge wie Hermes der Innenraum hinter dem Hitzeschild gekühlt werden konnte. Aus dieser Zeit stammen zahlreiche Veröffentlichungen und Kongressbeiträge sowie ca. 20 Patente.
1992 wurde er durch den Wissenschaftssenator der Freien Hansestadt Bremen Henning Scherf zum Honorarprofessor ernannt, nachdem er seit 1986 als Lehrbeauftragter an der Hochschule Bremen Vorlesungen in den Fächern Mathematik für Ingenieure, Thermodynamik und Hydromechanik gehalten hatte.
Durch den Geldbedarf der Wiedervereinigung fehlten Anfang der 1990er Jahre Mittel für Raumfahrtprojekte, und so wechselte er 1993 als Experte für Energieumwandlung und innovative Technologie in die Versicherungswirtschaft und wurde Geschäftsführer der J&H Risk Management Consultants GmbH, damals Tochtergesellschaft von AON Jauch&Hübener. Er beriet Versorger und Stadtwerke zum Thema zuverlässige wirtschaftliche Energieversorgung sowie Bau, Betrieb und Instandhaltung von Kraftwerken und Netzen zur wertorientierten Instandhaltung, mit der Kosten und Nutzen jeder einzelnen geplante Instandhaltungsmaßnahme verglichen werden können.
Die Industrie- und Handelskammer Essen – Mülheim an der Ruhr – Oberhausen bestellte ihn 2000 zum vereidigten Sachverständigen für Thermische Verfahren. Im gleichen Jahr erweiterte er den fachlichen Umfang der Beratung um strategische und organisatorische Themen sowie Prozessoptimierungen und war zunächst als Partner für Droege&Comp. GmbH sowie ab 2009 als Managing Partner und Geschäftsführer für die plenum AG tätig, bevor er sich 2021 selbstständig machte. Zu seinen Beratungsmandanten gehören die vier großen Energieversorger Deutschlands,  Stadtwerke in D-A-CH, Unternehmen der chemischen Industrie, Grundstoffindustrie, Papierindustrie und Kommunen. Seine Beratungsthemen sind Strategien, Technologien und Prozesse zur Energieumwandlung und -transport und -verteilung, zur wertorientierten Instandhaltung sowie Marktstrategie und Organisation zur Neuausrichtung von Unternehmen. Ein zweiter Schwerpunkt ist die Energiewende von verbrennungsbasierter zur nachhaltig regenerativen Energieversorgung. Hier berät er zu Themen wie Photovoltaik, Solarthermie, Windenergie, Wasserkraft, Geothermie, industrieller Abwärme und saisonaler Langzeitspeicherung von Wärme. Daneben begleitet er Projekte zum Rückbau von Kernkraftwerken und Forschungsreaktoren sowie zur Zwischen- und Endlagerung von radioaktiven Abfällen.
2007 wurde er Gründungskurator der Stiftung Energie & Klimaschutz. Von 2021 bis 2023 war Leidinger darüber hinaus Vorsitzender des Vorstands des Mülheimer Initiative für Klimaschutz e. V., der sich mit der regionalen Umsetzung einer wirksamen Klimawende befasst.
Leidinger ist verheiratet und hat zwei Töchter.

### Politik
2003 kandidierte Leidinger bei der Kommunalwahl in  Mülheim an der Ruhr für das Amt des Oberbürgermeisters für die CDU. Er verlor mit 40,1 % der Stimmen im ersten Wahlgang und mit 47,1 % der Stimmen bei der Stichwahl gegen die SPD-Kandidatin Dagmar Mühlenfeld. Leidinger war wegen der Kandidatur erst kurz zuvor in die CDU eingetreten und aufgrund der Energiepolitik später wieder ausgetreten.

## Veröffentlichungen (Auszug)
- Auslegung eines luftgekühlten Übergangslagers für Brennelemente aus Kernkraftwerken. (= VDI-Fortschritt-Berichte. Reihe 6: Energietechnik/Wärmetechnik. Nr. 177). Dissertation. Universität Karlsruhe, 1985.
- mit F. Gassmann, P. Fengels und H. Müller: Rauchgasableitung über Kühltürme – Rechenmodelle für die Immissionsprognose. (= Luftreinhaltung in Forschung und Praxis. 3). Erich Schmidt Verlag, Berlin 1986.
- mit G. Ernst, K. Natusch, G. Scholl u. a.: Kühlturm und Rauchgasentschwefelungsanlage des Modellkraftwerkes Völklingen, Eigenschaften des Mischschwadens aus Rauchgas und Kühlturmschwaden. (= VDI-Fortschritt-Berichte. Reihe 15: Umwelttechnik. Nr. 45). 1986.
- B. J. G. Leidinger u. a.: Brandschutz für Flughäfen und andere Sonderbauten – Aufgabenstellung, praktische Erfahrungen und Hinweise für den Planer. Erich Schmidt Verlag, Berlin 1997, ISBN 3-503-04073-0.
- B. J. G. Leidinger u. a.: Risk Management in der Entsorgung – Organisatorische und technologische Konzepte zur Sanierung, Verwertung, Behandlung und Beseitigung sowie zur Verhütung von Schäden in Entsorgungseinrichtungen. Erich Schmidt Verlag, Berlin 1998, ISBN 3-503-04379-9.
- B. J. G. Leidinger u. a.: Schadenmanagement – Maßnahmen zur Schadenminderung und Handhabung von Frequenzschäden. Erich Schmidt Verlag, Berlin 1998, ISBN 3-503-05036-1.
- Wertorientierte Instandhaltung – Kosten senken, Verfügbarkeit erhalten. Verlag Springer Gabler, Wiesbaden 2014, ISBN 978-3-658-04401-5. (sowie 2. Auflage. 2017 mit einem ergänzenden Kapitel zur Digitalisierung der Instandhaltung)